# Psychoda sigma
Psychoda sigma är en tvåvingeart som beskrevs av Kincaid 1899. Psychoda sigma ingår i släktet Psychoda och familjen fjärilsmyggor. Inga underarter finns listade i Catalogue of Life.